# Kakh-e Jahan-nama
Pour plus de détails, voir Fiche technique et Distribution.
Kakh-e Jahan-nama (کاخ جهان‌نما) est un film iranien réalisé par Abbas Kiarostami, sorti en 2004.
Il s'agit d'un documentaire réalisé pour la télévision iranienne sur la restauration du Palais Jahan Nama

## Contexte
En 1977, le gouvernement iranien entreprend la restauration du palais Jahan Nama, s'inspirant des palais traditionnels Qajar. Le documentaire, commandé par la télévision iranienne, est réalisé par Abbas Kiarostami, qui suit aussi bien le point de vue des architectes que celui des ouvriers : ce court documentaire permet donc de mettre en lumière l'artisanat et l'héritage de l'architecture traditionnelle iraniens.

## Fiche technique
- Titre : Kakh-e Jahan-nama
- Titre original : کاخ جهان‌نما
- Réalisation : Abbas Kiarostami
- Scénario : Abbas Kiarostami
- Photographie : Firooz Malekzadeh
- Montage : Abbas Kiarostami
- Producteur : Ali Asghar Mirzai
- Société de production : Kanun parvaresh fekri
- Langue originale : Persan
- Pays d'origine : Iran
- Genre : Documentaire
- Durée : 30 minutes
- Dates de sortie : 
  -  Iran : 2004

## Distribution
- Manijeh Torfeh, architecte : Elle-même
- Manoucheher Anvar, commentateur : Lui-même